# Germain Mendome
Germain Rufin Mendome (Port-Gentil, 21 de agosto de 1970 – Port-Gentil, 1 de junho de 2013) foi um futebolista gabonense que atuava como goleiro.

## Carreira
Em sua carreira por clubes, Mendome atuou entre 1988 e 2000 por Sogara, Mbilinga e Aigles Verts antes de se aposentar com apenas 30 anos de idade.
Pelo Sogara, venceu 5 vezes o Campeonato Gabonês e com a camisa do Mbilinga, foi campeão nacional em 1996, totalizando seis títulos.

## Seleção
Pela Seleção Gabonense, o goleiro estreou em outubro de 1988, aos 18 anos, contra Burkina Faso, pelas eliminatórias da Copa das Nações Africanas de 1990.
Representou as Panteras nas edições de 1994,[carece de fontes?] 1996 e 2000 (todas como titular), ano em que fez sua última partida internacional, na vitória por 4 a 0 sobre Madagáscar, pelas eliminatórias da Copa de 2002, despedindo-se da seleção com 72 jogos (é o décimo-primeiro atleta com mais partidas disputadas).[carece de fontes?]

## Morte
Mendome faleceu em 1 de junho de 2013, após uma doença prolongada. Estava internado no hospital de Tchengué, em Port-Gentil, e trabalhava como treinador de goleiros da Seleção Gabonense durante a passagem de Alain Giresse no comando técnico.

## Títulos
AS Sogara
- Campeonato Gabonês: 1989, 1991, 1992, 1993, 1994

Mbilinga
- Campeonato Gabonês: 1996

Seleção Gabonense
- Copa UDEAC: 1988
- Copa UNIFAC: 1999